# Tang Bin
Tang Bin (唐賓T, 唐宾S, Táng BīnP; Fengcheng, 25 aprile 1986) è una canottiera cinese, vincitrice della medaglia d'oro nel 4 di coppia alle Olimpiadi di Pechino 2008.

## Palmarès
- Giochi olimpici

Pechino 2008: oro nel 4 di coppia.